# Karen Ann Quinlan
Karen Ann Quinlan (Scranton, Pensilvania; 29 de marzo de 1954-Municipio Morris, Nueva Jersey, 11 de junio de 1985) fue una joven estadounidense que cayó en coma a consecuencia de la ingestión de alcohol y barbitúricos, a los 21 años de edad, sufriendo un daño cerebral irreversible. Fue mantenida con vida en forma artificial hasta 1985, después de un largo proceso legal iniciado por sus padres para permitirle morir. Su caso abrió un debate sobre la eutanasia, y aportó preguntas importantes en cuestiones como bioética, y derechos civiles.

## Colapso y coma
En abril de 1975, la joven Karen A. Quinlan comenzó una dieta estricta para poder usar un vestido que había comprado recientemente para lucir en una fiesta. El 15 de abril, no habiendo comido nada, excepto unas rebanadas de pan en un período de 48 horas, asistió a una fiesta en casa de un amigo. Durante el transcurso de la fiesta, tras consumir una sobredosis de alcohol y Valium (un tranquilizante), Quinlan dijo a sus amigos que se sentía mareada y fue a recostarse en la cama de su amigo. Más tarde fue encontrada por los que asistieron a la fiesta, inconsciente y sin respirar. Fue llevada de urgencia a un hospital, donde se le diagnosticó una anoxia prolongada por falla del sistema autónomo y carencia respiratoria; fue puesta en un respirador artificial en el hospital. Sin embargo, el daño cerebral era tal que quedó en estado vegetativo.
No se precisó la causa de la falla respiratoria, aunque su madre dijo que el diagnóstico médico fue que se quedó dormida o inconsciente, y que se ahogó con su propio vómito. Esto también pudo haber sucedido por la combinación de alcohol, barbitúricos y la autoimpuesta privación de comida. Después de algunos meses, sus padres solicitaron que fuera retirada del respirador que la mantenía viva, pero el personal hospitalario se negó. En 1976, los Quinlan llevaron su caso a la Corte Suprema de Nueva Jersey, que autorizó la decisión de los padres. Cuando fue quitada del respirador, Quinlan sorprendió al mundo porque continuó respirando de forma no asistida, alimentando la remota posibilidad de recuperación, siendo alimentada artificialmente por nueve años más. Vivió en estado vegetativo persistente hasta su muerte por neumonía en 1985; pesaba apenas 38 kilos. Su caso sirvió para abrir un debate a la pregunta sobre la licitud moral del rechazo o limitación de ciertas intervenciones médicas en el estado actual de desarrollo tecnológico, atrayendo el interés de la opinión pública hacia este problema, y poniendo de manifiesto la necesidad de identificar los criterios morales que legitiman las decisiones de limitar terapias médicas en determinadas circunstancias, así como también sobre el consumo de medicamentos en forma no recetada. Este caso fue relevante debido a que, a raíz de la sentencia judicial, se constituyeron por primera vez en la historia los comités de ética hospitalaria.